# Маріетта (округ Лав, Оклахома)
Маріетта (англ. Marietta) — місто (англ. city) в США, в окрузі Лав штату Оклахома. Населення — 2626 осіб (2010).

## Історія
Поселенців приваблювали родючі землі біля Червоної річки, які сприяли землеробству та скотарству. Бавовна швидко стала основною культурою. Вільям "Білл" Вашингтон мав найбільше скотарське ранчо в окрузі Пікенс, нація Чикасо, індіанська територія. Брат Білла, Джеремайя Келвін Вашингтон (Джеррі), який жив приблизно за милю на північ від сучасної Марієтти на ранчо Вашингтона, що має історичну пам'ятку і в якому проживає велика родина нащадків Вашингтона, став першим начальником пошти в місті, коли 20 грудня 1887 року відкрилося поштове відділення. Він був банкіром і власником ранчо. Місцева історія стверджує, що місто було назване на честь дружини Джеррі, Марієтти Лав Вашингтон. На момент заснування Марієтта розташовувалося в окрузі Пікенс, штат Чикасо.
На початку 1887 року залізниця Галф, Колорадо і Санта-Фе (пізніше залізниця Атчисон, Топіка і Санта-Фе) проклала свою залізничну лінію, стимулюючи економічне зростання майбутнього міста Марієтта, Індіанська територія. Перший потяг проїхав 28 липня 1887 року.
На момент здобуття Оклахомою статусу штату в 1907 році Марієтта налічувала 1 391 поселенця. Будівля суду округу Лав, одна з чотирьох будівель у місті, внесених до списку NRHP, була першою збудованою після здобуття Оклахомою статусу штату і була завершена у 1910 році. За переписом 1910 року в місті проживало 1 546 мешканців, а місто обслуговували щонайменше три банки, три церкви та 24 заклади роздрібної торгівлі.

## Географія
Маріетта розташована за координатами 33°56′6″ пн. ш. 97°7′25″ зх. д. / 33.93500° пн. ш. 97.12361° зх. д. (33.935099, -97.123652). За даними Бюро перепису населення США у 2010 році місто мало площу 6,32 км², з яких 6,29 км² — суходіл та 0,02 км² — водойми.

## Демографія
Згідно з переписом 2010 року, у місті мешкало 2626 осіб у 983 домогосподарствах у складі 670 родин. Густота населення становила 416 осіб/км². Було 1115 помешкань (176/км²). 
Расовий склад населення:
| - 64,4 % — білих - 5,8 % — корінних американців - 4,7 % — чорних або афроамериканців - 0,7 % — азіатів - 18,5 % — осіб інших рас |

До двох чи більше рас належало 5,9 %. Іспаномовні становили 25,9 % усіх жителів.
За віковим діапазоном населення розподілялося таким чином: 28,7 % — особи до 18 років, 56,2 % — особи у віці 18—64 років, 15,1 % — особи у віці 65 років та старші. Медіана віку мешканця становила 33,7 року. На 100 осіб жіночої статі у місті припадало 87,7 чоловіків; на 100 жінок у віці від 18 років та старших — 84,2 чоловіків також старших 18 років.
Середній дохід на одне домашнє господарство становив 44 877 доларів США (медіана — 38 750), а середній дохід на одну сім'ю — 50 784 долари (медіана — 42 750). Медіана доходів становила 26 875 доларів для чоловіків та 24 179 доларів для жінок. За межею бідності перебувало 23,7 % осіб, у тому числі 36,6 % дітей у віці до 18 років та 10,1 % осіб у віці 65 років та старших.
Цивільне працевлаштоване населення становило 1068 осіб. Основні галузі зайнятості: мистецтво, розваги та відпочинок — 19,9 %, освіта, охорона здоров'я та соціальна допомога — 16,0 %, роздрібна торгівля — 15,5 %.